# Yecapixtla
Yecapixtla è un comune del Messico situato nello stato messicano del Morelos.
La città funge da centro amministrativo per il comune circostante omonimo, che al censimento dell'anno 2010 contava 39 859 abitanti.
Yecapixtla è famosa per la cecina, un piatto messicano (carne salata) servito regolarmente con salse, chili ed altre pietanze molto saporite.